# Lowa Sportschuhe
Lowa Sportschuhe — немецкая компания. Полное наименование — Lowa Sportschuhe GmbH. Штаб-квартира компании расположена в общине Етцендорф, Бавария.

## История
Компания основана в 1923 году Лоренцем Вагнером (Lorenz Wagner — LOWA), сыном сапожника и музыканта Иоганна Вагнера, в деревне Етцендорф (Бавария) (на 1923 год всего 570 жителей).

В начале 30-х годов XX века молодая компания смогла построить свою первую фабрику 15 м длиной и 6м в ширину. На первом этаже проходила выделку и обварку кожа, а на чердаке располагалась пошивочная. 

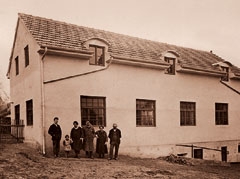
Первая фабрика LOWA

В 2010 году в Джавера-дель-Монтелло (Италия) было открыто производство лыжных ботинок. А основное производство треккинговой и альпинистской обуви продолжается в Етцендорфе

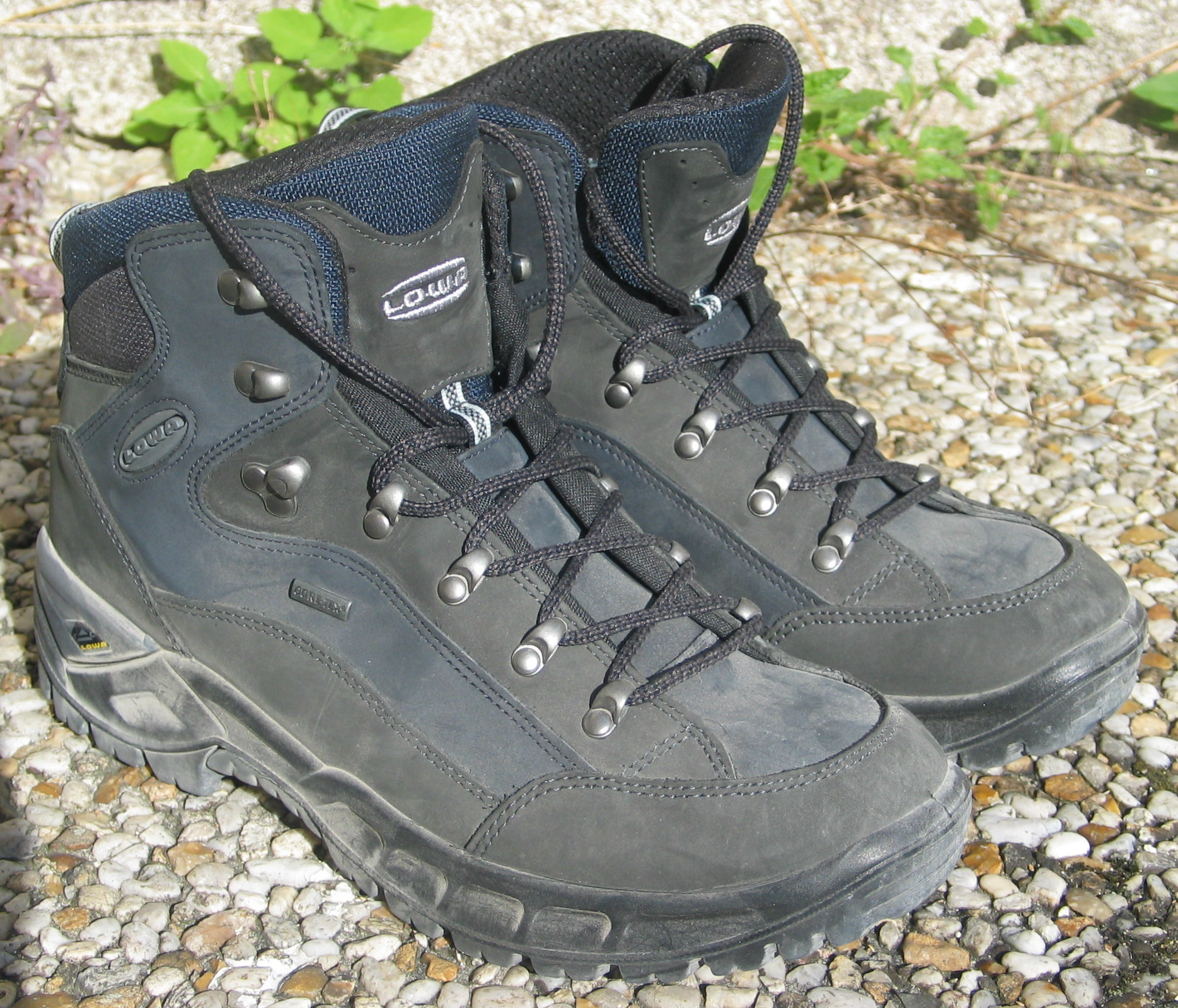
Один из продуктов марки LOWA

## Собственники и руководство
Основные владельцы компании:
- Werner Riethmann
- Giancarlo Zanatta